# UFC 115

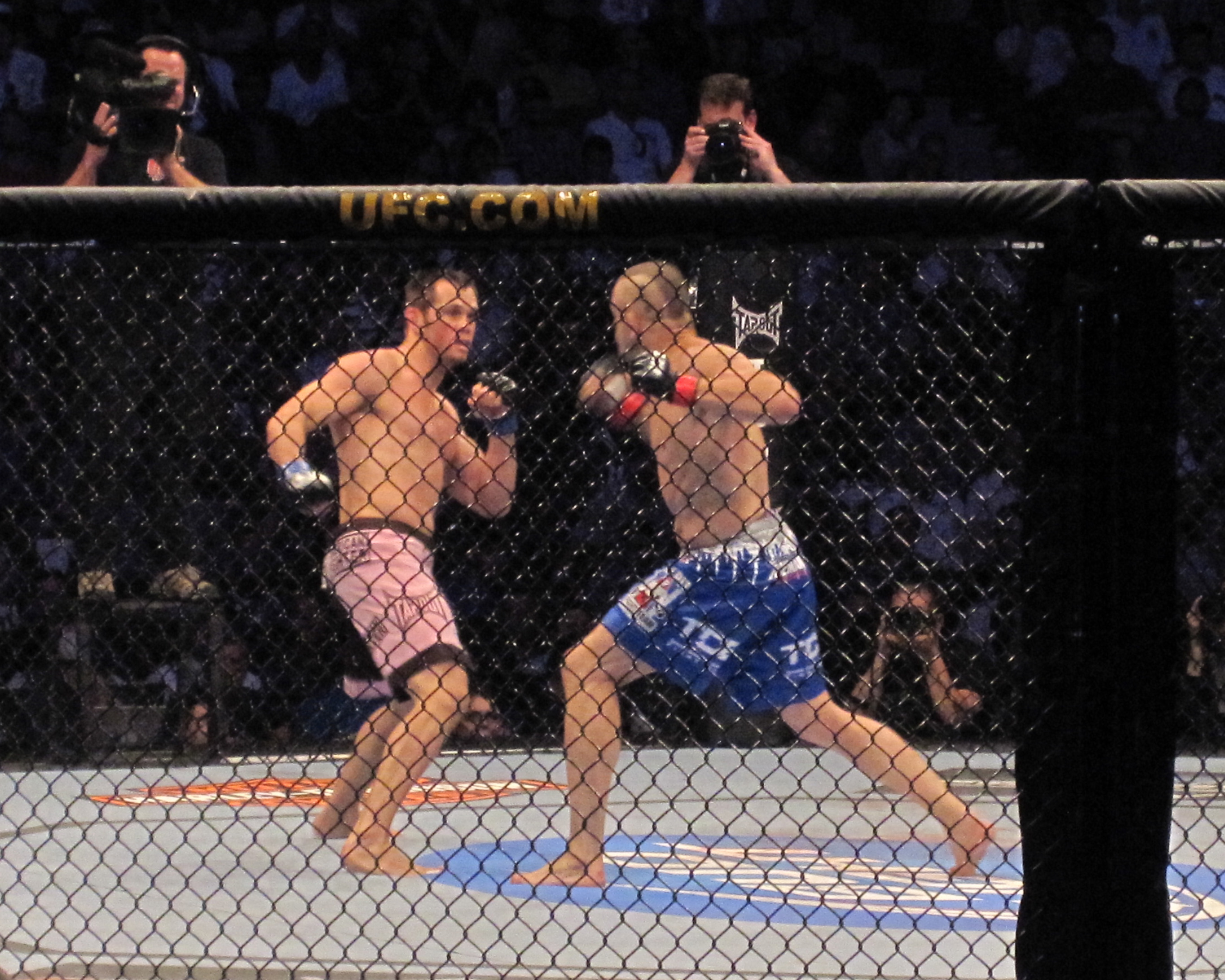
メインイベントの様子

UFC 115: Liddell vs. Franklin（ユーエフシー・ワンフィフティーン：リデル・バーサス・フランクリン）は、アメリカ合衆国の総合格闘技団体「UFC」の大会の一つ。2010年6月12日、カナダ・ブリティッシュコロンビア州バンクーバーのGMプレイスで開催された。
2010年5月8日に開催されたUFC 113から1か月という短いスパンでの4度目のカナダでの開催大会となった。
メインイベントでは、TUFシーズン11のコーチ対決となる、チャック・リデルとリッチ・フランクリンによるライトヘビー級戦が行われた。

## 大会概要
TUFシーズン11終盤でティト・オーティズに替わってコーチに就任したフランクリンがメインイベントのコーチ対決を制した。

## 試合結果

### プレリミナリィカード
第1試合 ウェルター級 5分3R
○  マイク・パイル vs.  ジェシー・レノックス ×
3R 4:44 三角絞め
第2試合 ウェルター級 5分3R
○  クロード・パトリック vs.  ヒカルド・フンシ ×
2R 1:48 ギロチンチョーク
第3試合 ウェルター級 5分3R
○  ジェームス・ウィルクス vs.  ペーター・ソボッタ ×
3R終了 判定3-0（30-27、30-28、30-27）
第4試合 ミドル級 5分3R
○  マリオ・ミランダ vs.  デビッド・ロワゾー ×
2R 4:07 TKO（レフェリーストップ：パウンド）

### Spike中継カード
第5試合 ライト級 5分3R
○  マット・ワイマン vs.  マック・ダンジグ ×
1R 1:45 TKO（レフェリーストップ：ギロチンチョーク）
第6試合 ライト級 5分3R
○  エヴァン・ダナム vs.  タイソン・グリフィン ×
3R終了 判定2-1（30-27、28-29、29-28）

### メインカード
第7試合 ウェルター級 5分3R
○  カーロス・コンディット vs.  ローリー・マクドナルド ×
3R 4:53 TKO（レフェリーストップ：パウンド）
第8試合 ヘビー級 5分3R
○  ベン・ロズウェル vs.  ギルバート・アイブル ×
3R終了 判定3-0（30-27、29-28、29-28）
第9試合 ウェルター級 5分3R
○  マルティン・カンプマン vs.  パウロ・チアゴ ×
3R終了 判定3-0（30-27、30-27、30-27）
第10試合 ヘビー級 5分3R
○  ミルコ・クロコップ vs.  パトリック・バリー ×
3R 4:30 チョークスリーパー
第11試合 ライトヘビー級 5分3R
○  リッチ・フランクリン vs.  チャック・リデル ×
1R 4:55 KO（右フック）

### 各賞
ファイト・オブ・ザ・ナイト： カーロス・コンディット vs. ローリー・マクドナルド
ノックアウト・オブ・ザ・ナイト： リッチ・フランクリン
サブミッション・オブ・ザ・ナイト： ミルコ・クロコップ
各選手にはボーナスとして85,000ドルが支給された。